# Jar City
Pour plus de détails, voir Fiche technique et Distribution.
Jar City (Mýrin) est un film islando-germano-danois, réalisé par Baltasar Kormákur, sorti en Islande en 2006 puis dans d'autres pays jusqu'en 2008.
Il s'agit de l'adaptation du roman policier islandais Mýrin (en français La Cité des jarres) d'Arnaldur Indriðason, qui marque la première apparition d'un des personnages récurrents des romans de cet auteur, le commissaire de police Erlendur Sveinsson.

## Synopsis
L'inspecteur Erlendur enquête à Reykjavik sur le meurtre d'un homme âgé. On retrouve chez la victime une photo de la tombe d'une petite fille. Cette troublante découverte réveille une vieille affaire de quarante ans. L'enquête emmène l'inspecteur vers Jar City, grande collection de bocaux renfermant des organes humains, représentant un impressionnant fichier génétique de la population islandaise.

## Fiche technique
- Titre francophone : Jar City[1]
- Titre original (islandais) : Mýrin
- Titre original (allemand) : Der Tote aus Nordermoor
- Réalisation : Baltasar Kormákur
- Scénario : Baltasar Kormákur, d'après le roman La Cité des jarres d'Arnaldur Indriðason
- Production : Agnes Johansen, Lilja Pálmadóttir et Baltasar Kormákur
  - Production déléguée : Kim Magnusson
- Société de production : 
  -  Islande : Blueeyes Productions
  -  Allemagne : Bavaria Pictures et Degeto Film (de)
  -  Danemark : Nordisk Film
- Distribution :
  -  Islande : Skífan et Blueeyes Productions
  -  États-Unis : IFC First Take
  -  France : Memento Films[1]
- Musique : Mugison
- Photographie : Bergsteinn Björgúlfsson
- Montage : Elísabet Ronaldsdóttir
- Décors : Atli Geir Grétarsson
- Costumes : Harpa Einarsdottir
- Pays :  Islande,  Allemagne et  Danemark
- Genre : Policier, drame, thriller
- Durée : 93 minutes
- Format : Couleur - Son : Dolby Digital - 2,35:1 - Format 35 mm et 16 mm
- Budget : 2,9 millions $
- Box-office :  Islande : 103.230 entrées[2]
- Dates de sortie :
  -  Islande : 20 octobre 2006
  -  Allemagne : 9 février 2007 (au Marché du film européen)
  -  Canada : 6 septembre 2007 (au Festival international du film de Toronto)
  -  Danemark : 26 septembre 2007 (au Festival international du film de Copenhague)
  -  États-Unis : 9 janvier 2008 (au Festival international du film de Palm Springs) et 29 février 2008 (sortie new-yorkaise)
  -  Belgique : avril 2008 (au Festival international du film policier de Liège)
  -  France : 10 septembre 2008

## Distribution
| - Ingvar Eggert Sigurðsson : Erlendur - Ágústa Eva Erlendsdóttir : Eva Lind - Björn Hlynur Haraldsson : Sigurður Óli - Ólafía Hrönn Jónsdóttir : Elínborg - Atli Rafn Sigurðsson : Örn - Kristbjörg Kjeld : Katrín - Þorsteinn Gunnarsson : Holberg - Theódór Júlíusson : Elliði | - Þórunn Magnea Magnúsdóttir : Elín - Guðmunda Elíasdóttir : Theodóra - Walter Grímsson : Handrukkarar - Sveinn Olafur Gunnarsson - Magnús Ragnarsson : Lögfræðingur - Rafnhildur Rósa Atladótir : Kola - Jón Sigurbjörnsson : Albert |

## Distinctions

### Récompenses
- 2006 : Edda Awards
  - Meilleur film
  - Acteur ou actrice de l'année : Ingvar Eggert Sigurðsson
  - Meilleure musique pour Mugison (chanson A Little Trip to Heaven)
  - Réalisateur de l'année : Baltasar Kormákur
  - Meilleur second rôle de l'année : Atli Rafn Sigurðsson

- 2007 : Crystal Globe au Festival international du film de Karlovy Vary
- 2008 : Grand Prix au Festival du film d'aventures de Valenciennes
- 2008 : Prix du Public au Festival international du film policier de Liège

## Autour du film
- 103.230 entrées en Islande, cela semble peu, mais c'est 1/3 de la population islandaise et le plus gros succès en Islande en 2006[2].